# Эквивалентное последовательное сопротивление
Эквивале́нтное после́довательное сопротивле́ние (сокр.: ЭПС; англ.: ESR: англ. Equivalent series resistance) — внутреннее сопротивление пассивного двухполюсника. Обычно определяется для электрических конденсаторов и катушек индуктивности.
Для конденсаторов ЭПС возникает из-за электрического сопротивления материала обкладок и выводов конденсатора и контактов между его выводами и обкладками, а также учитывает потери в диэлектрике. Обычно ЭПС возрастает с увеличением частоты тока, протекающего через конденсатор, вследствие поверхностного эффекта.

## Обзор

Эквивалентная электрическая схема реального конденсатора. — сопротивление утечки и сопротивление, обусловленное проводимостью диэлектрика, ESR — эквивалентное последовательное сопротивление или ESL — эквивалентная паразитная последовательная индуктивность конденсатора. Во многих практических применениях при анализе схем сопротивлениями утечек можно пренебречь, также, на низких частотах, когда реактивное сопротивление эквивалентной паразитной последовательной индуктивности мало ею также пренебрегают.

Векторная диаграмма реального конденсатора с учётом ЭПС. — реактивная составляющая импеданса конденсатора.

В теории электрических цепей абстрактно рассматриваются «идеальные» резисторы, конденсаторы и катушки индуктивности, при этом предполагается, что эти двухполюсники вносят в электрическую цепь чисто только сопротивление, ёмкость или индуктивность соответственно. Однако все реальные компоненты имеют ненулевое значение побочных, паразитных параметров. В частности, все реальные физические устройства изготовлены из материалов с конечным электрическим сопротивлением, поэтому физические компоненты обладают некоторым сопротивлением в дополнение к своим другим параметрам. Физическое происхождение ЭПС зависит от рассматриваемого устройства. Один из способов учесть внутреннее сопротивление при анализе электрических схем — использовать модель двухполюсника в виде цепи из сосредоточенных элементов (модель реального конденсатора показана на рисунке), чтобы представить каждый физический компонент в виде комбинации идеального реактивного компонента и небольшого последовательного резистора — ЭПС. ЭПС может быть измерено и указано в техническом описании компонента. В какой-то степени, его можно рассчитать по свойствам устройства.
Для катушек индуктивности вводится понятие добротности, которая связана с ЭПС и иногда является более удобным параметром характеристики компонента, чем ЭПС и используется при расчетах высокочастотных неидеальных характеристик реальных катушек индуктивности. Добротность часто указывается в технических спецификациях катушек индуктивности.
Наиболее часто под ЭПС подразумевается ЭПС конденсаторов, так как увеличение этого параметра является основной и наиболее частой причиной отказов электронных приборов.
Для конденсаторов часто используют такой параметр как тангенс угла потерь {\displaystyle \rho .} Если пренебречь другими паразитными параметрами конденсатора кроме ЭПС, векторная диаграмма импеданса конденсатора для этого случая приведена на рисунке, то импеданс {\displaystyle Z_{C}} конденсатора будет:
{\displaystyle Z_{C}=R_{s}+jX_{C}=R_{s}+1/j\omega C,}
где {\displaystyle R_{s}} — ЭПС;
{\displaystyle X_{C}} — реактивное сопротивление конденсатора;
{\displaystyle \omega } — частота;
{\displaystyle C} — ёмкость конденсатора.
Тангенс угла потерь — это величина обратная добротности конденсатора {\displaystyle Q} и равен отношению активного сопротивления конденсатора к реактивному сопротивлению:
{\displaystyle \operatorname {tg} \rho =1/Q=R_{s}/X_{C}=R_{s}/j\omega C.}
Таким образом, добротность конденсатора зависит от частоты тока и уменьшается при увеличении частоты, так как ЭПС мало зависит от частоты и её можно считать постоянной.
Конденсаторы, катушки индуктивности и резисторы обычно сконструированы таким образом, чтобы свести к минимуму их паразитные параметры. Во многих случаях это может быть осуществлено в достаточной степени, чтобы, например, паразитная ёмкость и индуктивность резистора были настолько малы, чтобы не влиять значимо на работу электрической схемы. Однако, в некоторых применениях «паразитные» параметры становятся важными и даже доминирующими.
Наиболее часто под ЭПС подразумевается ЭПС конденсаторов, так как увеличение этого параметра является основной и наиболее частой причиной отказов электронных приборов.

## Критичность параметра
В большинстве практических случаев этим параметром можно пренебречь, но иногда (например, в случае использования электролитических конденсаторов в фильтрах импульсных блоков питания) достаточно малое его значение существенно для надёжности и устойчивости работы устройства. В электролитических конденсаторах, где одна из обкладок конденсатора является электролитом, этот параметр при эксплуатации со временем деградирует вследствие испарения растворителя из жидкого электролита и изменения его химического состава, вызванного взаимодействием с металлическими обкладками, что происходит относительно быстро в низкокачественных изделиях (явление называемое «конденсаторной чумой»).
Некоторые схемы (например, стабилизаторы напряжения) критичны к диапазону изменения ЭПС конденсаторов в своих цепях. Это связано с тем, что при проектировании таких устройств инженеры учитывают этот параметр в фазочастотной характеристике (ФЧХ) обратной связи стабилизатора. Существенное изменение со временем ЭПС применённых конденсаторов изменяет ФЧХ, что может привести к снижению запаса устойчивости контуров авторегулирования и даже к самовозбуждению.

## Измерениe
Если особо не оговорено, то ЕПС всегда определяется как сопротивление переменному току и измеряется на определённых частотах: например, на частоте 100 кГц для компонентов импульсных источников питания, 120 Гц для линейных цепей источников питания и на собственной резонансной частоте для компонентов общего применения. Кроме того, компоненты, применяемые в аудиоаппаратуре могут характеризоваться «добротностью» и значением ЭПС на частоте 1000 Гц.
Существуют специальные приборы (ESR-метр) для измерения этого достаточно важного параметра конденсатора, по величине которого можно часто определить пригодность для его дальнейшего использования в конкретных целях. Этот параметр, кроме ёмкости (ёмкость — это основной параметр), часто имеет решающее значение в исследовании состояния старого конденсатора и принятия решения, стоит ли использовать его в определённой схеме или его параметры вскоре прогнозируемо выйдут за пределы допустимых значений и он требует замену.
Значение ЭПС конденсаторов, с ёмкостью превышающей примерно 1 мкФ, легко измеряется в цепи с помощью измерителя ЭПС.

### Конденсаторы
В неэлектролитическом конденсаторе и электролитических конденсаторах с твердым электролитом металлическое сопротивление выводов и электродов и потери в диэлектрике вызывают ЭПC. Обычно указанные значения ЭПС для керамических конденсаторов составляют от 0,01 до 0,1 Ом. ЭПC неэлектролитических конденсаторов, как правило, довольно стабилен с течением времени; для большинства целей реальные неэлектролитические конденсаторы можно рассматривать как идеальные компоненты.
Алюминиевые и танталовые электролитические конденсаторы с нетвердым электролитом имеют значительно более высокие значения ЭПС, вплоть до нескольких Ом; электролитические конденсаторы большей ёмкости имеют более низкое ЭПС. ЭПC уменьшается с увеличением частоты вплоть до частоты собственного резонанса конденсатора. Очень серьёзная проблема, особенно с алюминиевыми электролитами, заключается в том, что ЭПC увеличивается со временем использования; ЭПC может увеличиться настолько, что приведёт к неисправности цепи и даже повреждению компонентов, хотя измеренная ёмкость может оставаться в пределах инженерного допуска. В то время, как это происходит при нормальном старении, высокие температуры и большие пульсирующие токи ускоряют увеличение ЭПС. В цепи со значительными пульсациями тока, увеличение ЭПС приведет к увеличению выделения тепла, тем самым ещё более ускоряя старение конденсатора.
Электролитические конденсаторы, рассчитанные на работу при высоких температурах и имеющие более высокое качество, чем основные детали потребительского класса, менее подвержены преждевременному отказу из-за увеличения ЭПС. Дешёвый электролитический конденсатор может быть рассчитан на срок службы менее 1000 часов при температуре 85 °C. (в году 8760 часов). Компоненты более высокого качества обычно рассчитаны на срок службы в несколько тысяч часов при максимальной рабочей температуре, как заявляется в технических спецификациях производителей конденсаторов. Если ЭПС критично в конкретном применении, то может оказаться выгодным использование конденсатора с более высокой рабочей температурой, «низким ЭПС» или большей ёмкостью, чем требуется. Стандартов для конденсаторов по параметру «низкий ЭПС» не существует.
Полимерные конденсаторы обычно имеют более низкое ЭПС, чем конденсаторы с жидким электролитом с той же ёмкостью, и стабильны при повышенной температуре. Следовательно, полимерные конденсаторы могут выдерживать более высокие пульсации тока. Примерно с 2007 года в компьютерных материнских платах повышенного качества обычно используются только конденсаторы с полимерным диэлектриком там, где ранее применялись конденсаторы с жидким электролитом.

### Типичные значения ЭПС для конденсаторов разных типов
| Тип                                           | 22 мкФ    | 100 мкФ   | 470 мкФ  |
| --------------------------------------------- | --------- | --------- | -------- |
| Стандартный алюминиевый                       | 7—30      | 2—7       | 0,13—1,5 |
| Алюминиевые со сниженным ЭПС                  | 1—5       | 0,3—1,6   |          |
| Алюминиевые с твёрдым электролитом            | 0,2—0,5   |           |          |
| Тип OS-CON от фирмы Sanyo                     | 0,04—0,07 | 0,03—0,06 |          |
| Стандартный танталовый с твёрдым электролитом | 1,1—2,5   | 0,9—1,5   |          |
| Танталовый со сниженным ЭПС                   | 0,2—1     | 0,08—0,4  |          |
| Фольговый танталовый                          | 2,5—3,5   | 1,8—3,9   |          |
| Многослойный фольговый                        | <0,015    |           |          |
| С керамическим диэлектриком                   | <0,015    |           |          |